# Jesse Tyler Ferguson
Jesse Tyler Ferguson (Missoula, Montana, Estados Unidos; 22 de octubre de 1975) es un actor estadounidense, conocido por interpretar a Mitchell Pritchett en la serie de televisión Modern Family.

## Biografía
Hijo de Bob y Anne Ferguson, nació 22 de octubre de 1975 en Missoula (Montana) y tiene dos hermanos, Kelly y Ben. Trabajó en el teatro desde temprana edad y, tras finalizar el instituto, asistió a la American Musical and Dramatic Academy (AMDA) de Nueva York, ciudad en la que participó en varias obras de Broadway y Off-Broadway. Su debut en televisión tuvo lugar en 2000, cuando realizó un pequeño papel en la miniserie Sally Hemings: An American Scandal. Al año siguiente participó en la película Ordinary Sinner, de John Henry Davis, y continuó desempeñando roles menores en otras como Mercury in Retrograde (2002), Untraceable (2008) y Wonderful World.
Entre 2006 y 2007 participó en la serie de televisión The Class, hasta su cancelación. En 2009 recibió un papel en la nueva comedia de ABC, Modern Family, donde forma parte del reparto principal e interpreta a Mitchell Pritchett. Por su actuación recibió una nominación en la 62.ª edición de los premios Primetime Emmy como «Mejor actor de reparto en serie de comedia». Al año siguiente fue nuevamente nominado al mismo premio pero lo ganó su compañero de serie Ty Burrell.

## Vida personal
Ferguson usa su nombre completo ya que ya hay un actor llamado Jesse Ferguson.
Ferguson es abiertamente gay y en septiembre de 2012 anunció su compromiso con el abogado Justin Mikita, con el que llevaba saliendo dos años. Se casaron en Manhattan el 20 de julio de 2013, y el guionista y director Tony Kushner ofició la boda. Su hijo, Beckett Mercer Ferguson-Mikita, nació el 7 de julio de 2020. Su segundo hijo, Sullivan Louis, nació en noviembre de 2022.
En el proceso de salir del armario, Ferguson dijo que tuvo que decírselo a su padre tres veces (cuando tenía 17, 19 y 21) y dijo al respecto: "Es un momento para salir del armario para ellos también," y lleva tiempo.

## Filmografía
Cine:
| Año  | Título                    | Papel              | Notas             |
| ---- | ------------------------- | ------------------ | ----------------- |
| 2001 | Ordinary Sinner           | Ogden              |                   |
| 2004 | Mercury in Retrograde     | Duane              | Cortometraje      |
| 2006 | Griffin & Phoenix         | estudiante         |                   |
| 2008 | Untraceable               | Arthur James Elmer |                   |
| 2009 | Wonderful World           | Cyril              |                   |
| 2012 | The Procession            | Jason              | Cortometraje      |
| 2012 | Red                       | N/A                | Cortometraje      |
| 2016 | Ice Age: Collision Course | Shangri Llama      | Papel de voz      |
| 2023 | Cocaine Bear              | Peter              | Actor y Productor |

Televisión:
| Año       | Título                             | Papel                    | Notas                                           |
| --------- | ---------------------------------- | ------------------------ | ----------------------------------------------- |
| 2000      | Sally Hemings: An American Scandal | Tom Hemings de joven     | Telefilme                                       |
| 2002      | Absolutely Fabulous                | Sin acreditar            | Episodio: "Gay"                                 |
| 2006–2007 | The Class                          | Richie Velch             | 19 episodios                                    |
| 2007–2010 | Ugly Betty                         | Gabe Farkus y Dr. Farkas | 2 episodios                                     |
| 2008      | Do Not Disturb                     | Larry                    | 5 episodios                                     |
| 2009–2020 | Modern Family                      | Mitchell Pritchett       | Protagonista, 237 episodios                     |
| 2012      | Submissions Only                   | Jared Halstead           | Episodio: "Another Interruption"                |
| 2012      | RuPaul's Drag Race                 | Él mismo                 | Episodio: "Dads I'd Like to Frock"              |
| 2013–2014 | Web Therapy                        | Steve Olson              | 5 episodios                                     |
| 2013      | Hot in Cleveland                   | Wes                      | Episodio: "Love Is All Around"                  |
| 2017      | Nightcap                           | Él mismo                 | Episodio: "Always a Beard, Never a Bride"       |
| 2020      | Extreme Makeover: Home Edition     | Él mismo                 | Presentador                                     |
| 2021      | The Good Fight                     | Garrison Vitar           | Episodio: "And the Two Partners Had a Fight..." |

## Premios y nominaciones
| Premios Primetime Emmy | Premios Primetime Emmy                    | Premios Primetime Emmy | Premios Primetime Emmy |
| Año                    | Categoría                                 | Trabajo Nominado       | Resultado              |
| ---------------------- | ----------------------------------------- | ---------------------- | ---------------------- |
| 2010                   | Mejor actor de reparto - Serie de comedia | Modern Family          | Nominado               |
| 2011                   | Mejor actor de reparto - Serie de comedia | Modern Family          | Nominado               |
| 2012                   | Mejor actor de reparto - Serie de comedia | Modern Family          | Nominado               |
| 2013                   | Mejor actor de reparto - Serie de comedia | Modern Family          | Nominado               |
| 2014                   | Mejor actor de reparto - Serie de comedia | Modern Family          | Nominado               |

| Premios del Sindicato de Actores | Premios del Sindicato de Actores | Premios del Sindicato de Actores | Premios del Sindicato de Actores |
| Año                              | Categoría                        | Trabajo Nominado                 | Resultado                        |
| -------------------------------- | -------------------------------- | -------------------------------- | -------------------------------- |
| 2010                             | Mejor reparto - Serie de Comedia | Modern Family                    | Nominado                         |
| 2011                             | Mejor reparto - Serie de Comedia | Modern Family                    | Ganador                          |
| 2012                             | Mejor reparto - Serie de Comedia | Modern Family                    | Ganador                          |
| 2013                             | Mejor reparto - Serie de Comedia | Modern Family                    | Ganador                          |
| 2014                             | Mejor reparto - Serie de Comedia | Modern Family                    | Ganador                          |
| 2015                             | Mejor reparto - Serie de Comedia | Modern Family                    | Nominado                         |
| 2016                             | Mejor reparto - Serie de Comedia | Modern Family                    | Nominado                         |